# 토마스 아 켐피스

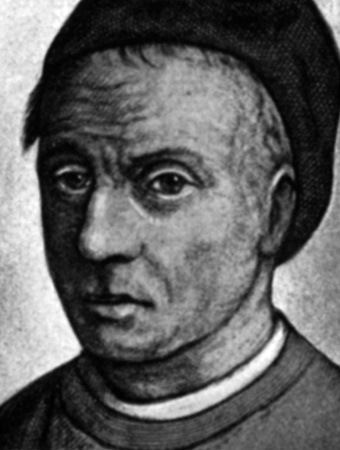
토마스 아 켐피스

토마스 아 켐피스(Thomas à Kempis, 1380년 ~ 1471년 7월 25일)는 독일의 가톨릭 수도사제이자 신비사상가이다. 라인강 하류의 켐펜에서 태어나, 92년 동안의 일생을 거의 즈볼러에 가까운 아그네텐베르크 수도원에서 보냈다. 여기서는 네덜란드의 신비사상가 헤르트 호르테 및 제자 플로렌티우스 라데빈스가 창설한 '공동생활의 형제회'(Brethren of the Common Life)가 활동하고 있었으며, 토마스 아 켐피스도 이 회에 가담하여 모범적인 경건한 생활을 보냈다. 이 회는 속세에 있어서도 그리스도를 본받아 수도적인 청빈·정결·복종의 생활을 보내도록 노력하고 재산은 공유하며, 스스로의 노동으로 그날그날의 양식을 벌었다. 일은 사본(寫本) 및 인쇄·제본과 교육으로, 특히 연소자의 교육에 힘을 기울였으며, 후에 에라스무스, 니콜라우스 쿠사누스 등을 배출했다. 그들은 프란치스코회와는 달라서 자신의 양식을 다른 사람에게 구걸하는 것은 허용하지 않았다. 이 점에서 신비주의의 조용한 실천활동이 강조되고 있다. 그보다 더 경건한 사람은 없다는 말까지 들은 토마스 아 켐피스는, 1425년 이후 부원장으로서 후진 지도에 진력했다. 그래서 후진 지도를 위한 지도서를 몇 가지 썼는데, 그 중 <준주성범>, 또는 <그리스도를 본받아>는 기독교 세계에서 널리 애독되는 책이 되었다.

## 영향을 준 인물

### 존 웨슬리
1725년에 웨슬리는 온전한 거룩을 향한 구도자적 자세로의 전환을 이루는 데 결정적인 해였다. 이 때 그가 <그리스도를 본받아>를 읽고 더욱 가속화되었다.
1. ↑  Kim, Kwang-nyŏl.; 김광열. (2000). 《Kŭrisŭdo ane innŭn kuwŏn kwa sŏnghwa》. Sŏul: Ch'ongsin Taehakkyo Ch'ulp'anbu. 117쪽. ISBN 89-8169-156-8.